# Дідрик білочеревий
Ді́дрик білочеревий (Chrysococcyx klaas) — вид зозулеподібних птахів родини зозулевих (Cuculidae). Мешкає в Африці на південь від Сахари та на Аравійському півострові. Вид був названий французьким натуралістом Франсуа Левальяном на честь свого помічника Клааса, готтентота, який допоміг йому в отриманні типового зразка. Це був перший випадок, коли вид птахів був названий на честь представника корінного народу.

## Опис

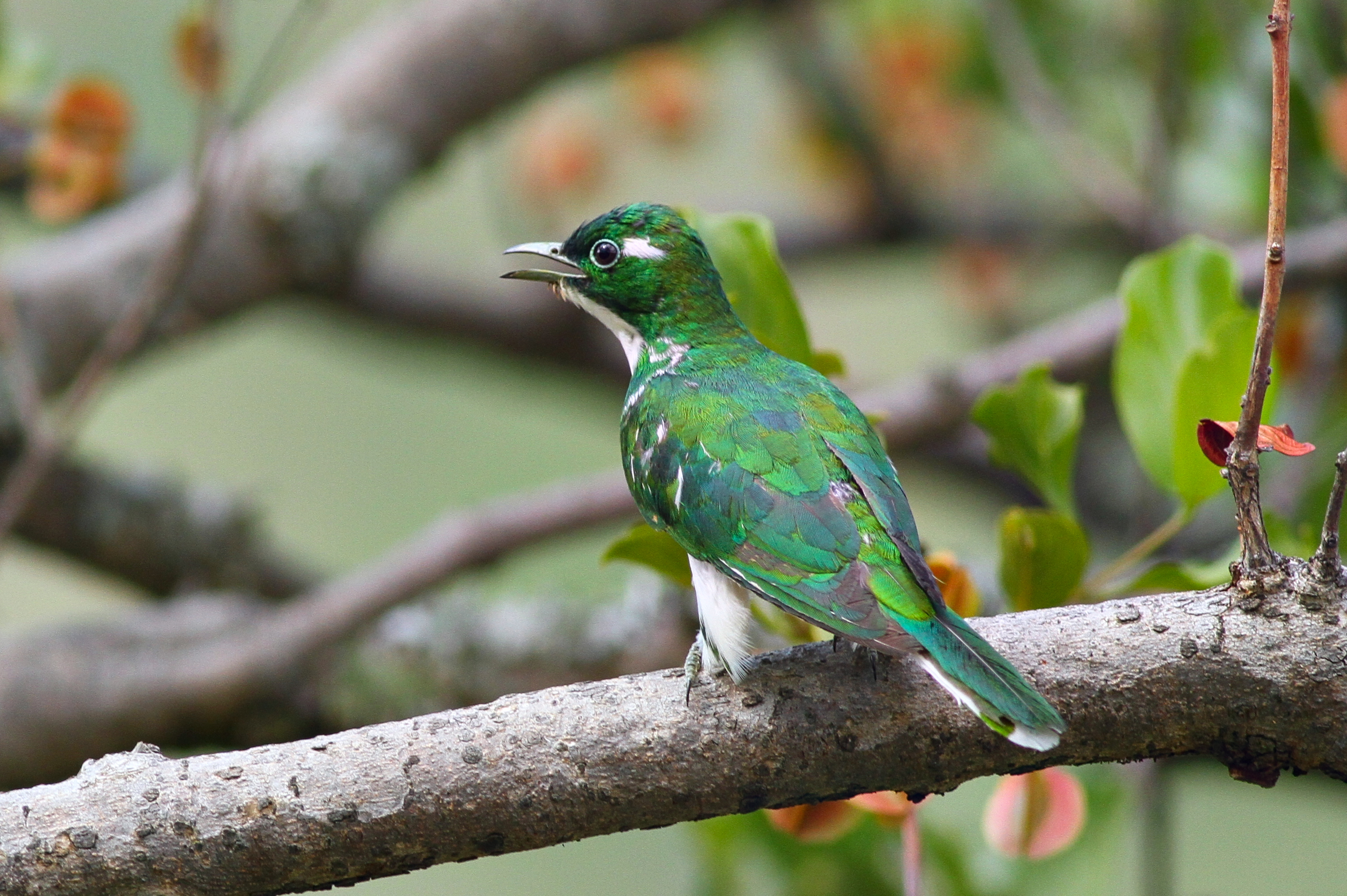
Самець білочеревого дідрика

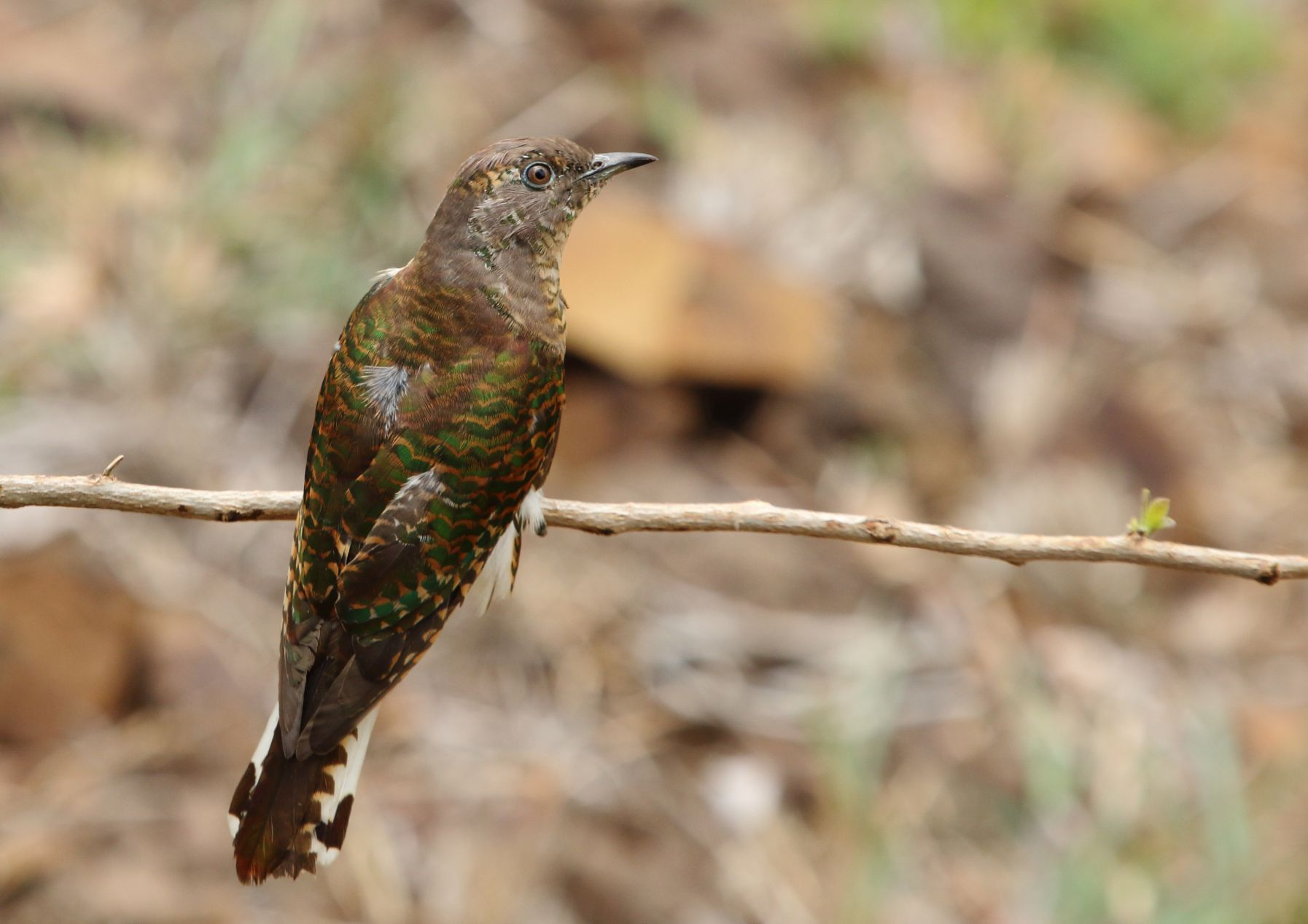
Самиця білочеревого дідрика

Довжина птаха становить 16-18 см, самці важать 25,6 г, самиці 30,2 г. Довжина хвоста становить 7-8 см, дзьоба 16 г. У самців голова, шия з боків і верхня частина тіла зелені, блискучі, горло і решта нижньої частини тіла біла. За очима є невеликі білі плями. Райдужки темно-карі, дзьоб оливковий або блідо-зелений.
У самиць верхня частина тіла бронзово-коричнева, покривні пера крил зелені. Нижня частина тіла кремова, легко поцяткована темними смужками. За очима світлі плямки. Райдужки світло-сірі, дзьоб темніший, нжі у самців, кінчик у нього темний. Забарвлення молодих птахів подібне до забарвлення самиць, очі у них карі.

## Поширення і екологія
Білочереві дідрики гніздяться на більшій частині Субсахарської Африки, від південної Мавританії на схід до Ефіопії і Еритреї і на південь до Намібії і ПАР, а також на південному заході Саудівської Аравії та на заході Ємену. На більшій частині ареалу ці птахи зустрічаються протягом всього року, а на півночі і півдні ареалу вони є мігруючими птахами і зустрічаються лише під час сезону дощів. Білочереві дідрики живуть у вологих тропічних лісах, галерейних лісах, рідколіссях, саванах і чагарникових заростях, трапляються в парках і садах, на висоті до 3000 м над рівнем моря. Вони частіше зустрічаються у відкритих саванах, ніж жовтогруді дідрики, однак віддають перевагу більш густим лісам і більш вологим районам, ніж білощокі дідрики.
Білочереві дідрики живляються гусінню, комахами та їх личинками, яких збирають з рослинності або ловлять в польоті, а також плодами. Зокрема, вони поїдають отруйну волохату гусінь і метеликів. Як і багато інших видів зозуль, білочереві дідрики практикують гніздовий паразитизм, відкладаючи яйця в гнізда іншим птахам, зокрема нектаркам, мухоловкам і окулярникам. За сезон розмноження вони можуть відкласти до 24 яєць. Зазвичай вони відкладають 3-4 яйця в день, після чого роблять перерву. Яйця білочеревих дідриків мають різноманітне забарвлення, від білого до блакитнуватого, вони можуть бути позбавленим плям або бути поцяткованими червонувато-коричневими чи пурпурово-сірими плямами. При відкладенні яйця зозуля викидає з гнізда яйце птаха-хазяїна, іноді поїдаючи його. Пташенята білочеревого дідрика вилуплюються через 11-12 днів після відкладання яйця, раніше ніж інші птахи в гнізді. На 4 день життя вони викидають з гнізда яйця, що не встигли влипуитися або інших пташенят. Пташенята відкривають очі на 6 день життя і покидають гніздо через 19-21 день після вилуплення, однак птахи-хазяї продовжують годувати їх ще 2-3 тижні.